# Joseph Weldon Bailey

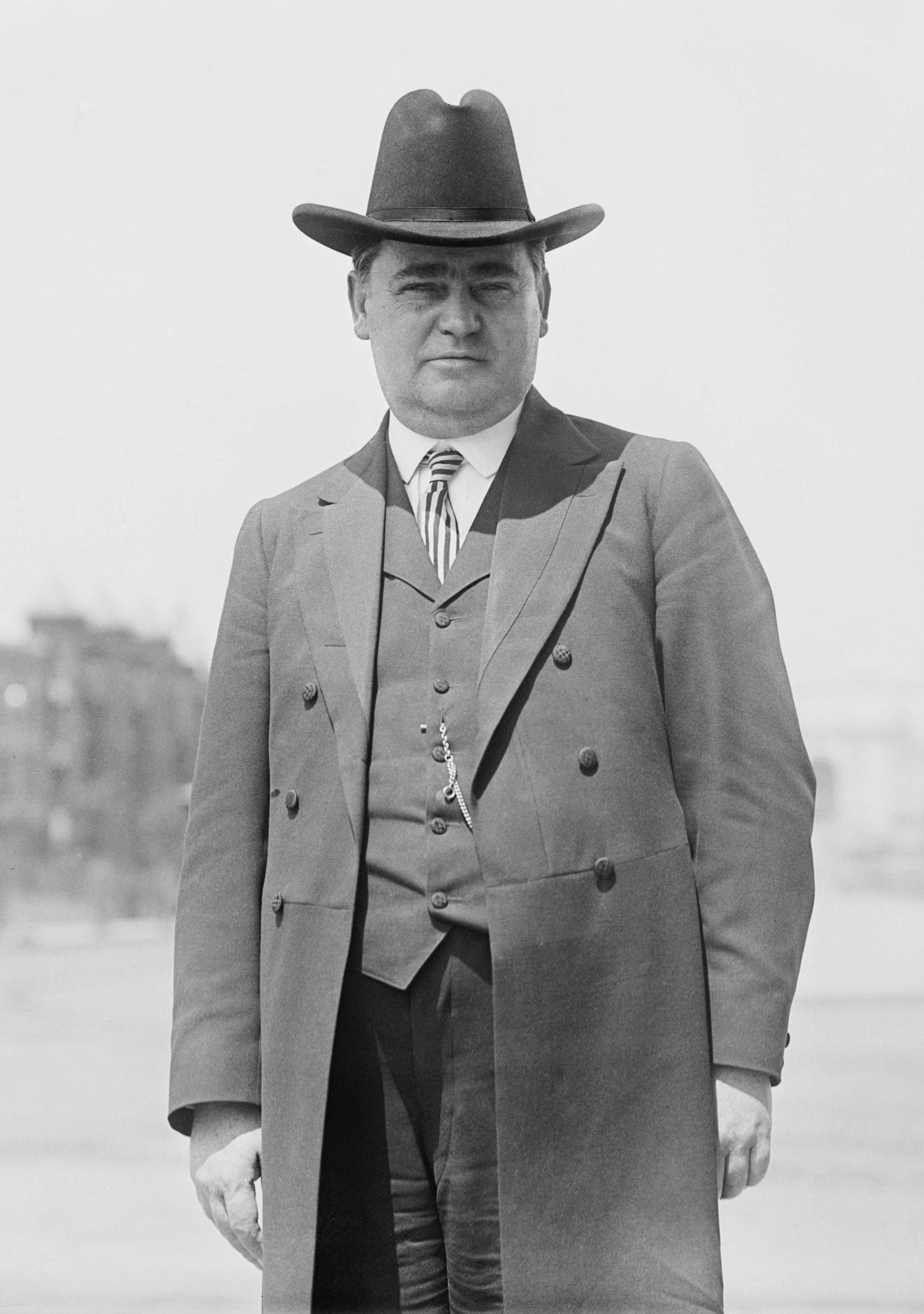
Joseph Weldon Bailey

Joseph Weldon Bailey (* 6. Oktober 1862 bei Crystal Springs, Copiah County, Mississippi; † 13. April 1929 in Sherman, Texas) war ein US-amerikanischer Politiker (Demokratische Partei), der den Bundesstaat Texas in beiden Kammern des Kongresses vertrat.
Nach dem Schulbesuch studierte Joseph Bailey die Rechtswissenschaften. Er wurde 1883 in die Anwaltskammer des Staates Mississippi aufgenommen und begann in Hazlehurst zu praktizieren; dann zog er 1885 nach Gainesville in Texas, wo er ebenfalls als Jurist arbeitete.
Bailey war bereits in Mississippi politisch aktiv gewesen. Als Vertreter des Staates Texas wurde er 1890 ins US-Repräsentantenhaus gewählt, dem er vom 4. März 1891 bis zum 3. März 1901 angehörte; dabei war er von 1897 bis 1899 Oppositionsführer (Minority leader) der Demokraten. 1901 wechselte er innerhalb des Kongresses in den Senat. Dort galt er als Hoffnungsträger seiner Partei; jedoch fiel ein erster Schatten auf seine Karriere, als er sich 1902 im Senat eine handgreifliche Auseinandersetzung mit dem Republikaner Albert J. Beveridge aus Indiana lieferte.
1906 schließlich wurden erste Vorwürfe gegen Bailey laut, dass er sein Amt als Senator ausnutze, um sich private Vorteile auf Kosten der Öffentlichkeit zu verschaffen. Er wurde zwar wiedergewählt, war aber weiter Gegenstand von Untersuchungen, die undurchsichtige Geschäfte während seiner Zeit als Firmenanwalt ans Licht brachten. Damit war seine politische Laufbahn praktisch beendet; er legte sein Senatsmandat am 3. Januar 1913 nieder. Eine Kandidatur als Gouverneur von Texas blieb im Jahr 1920 ohne Erfolg.
Bailey arbeitete danach wieder als Anwalt in Dallas. Er starb während einer Gerichtsverhandlung in Sherman. Sein Sohn Joseph war von 1933 bis 1935 ebenfalls Kongressabgeordneter für Texas.